# E263
La ruta europea E263 és una carretera que forma part de la Xarxa de carreteres europees. Comença a Tallin (Estònia) i finalitza a Luhamaa (Estònia). Té una longitud de 290 km. Té una orientació de nord-oest /sud-est.